# Ansarve, Fröjels socken
Ansarve  är en bebyggelse i Fröjels socken sydost om Klintehamn i Gotlands kommun.  Bebyggelsen klassades  vid avgränsningen 2020 som en separat småort.